# Gentiaanfamilie
De gentiaanfamilie (Gentianaceae) is een familie van tweezaadlobbige planten. De bekendste vertegenwoordiger is de Gentiaan. Er is unanimiteit onder taxonomen dat deze familie erkend moet worden, maar over de vraag welke planten tot de familie gerekend moeten worden zijn de meningen verdeeld. Naar de opvatting van het APG-systeem (1998) en het APG II-systeem (2003) is de familie groter dan traditioneel wordt aangenomen, en omvat ook struiken en bomen. Het aantal soorten beloopt meer dan 1600, in een kleine 90 genera.

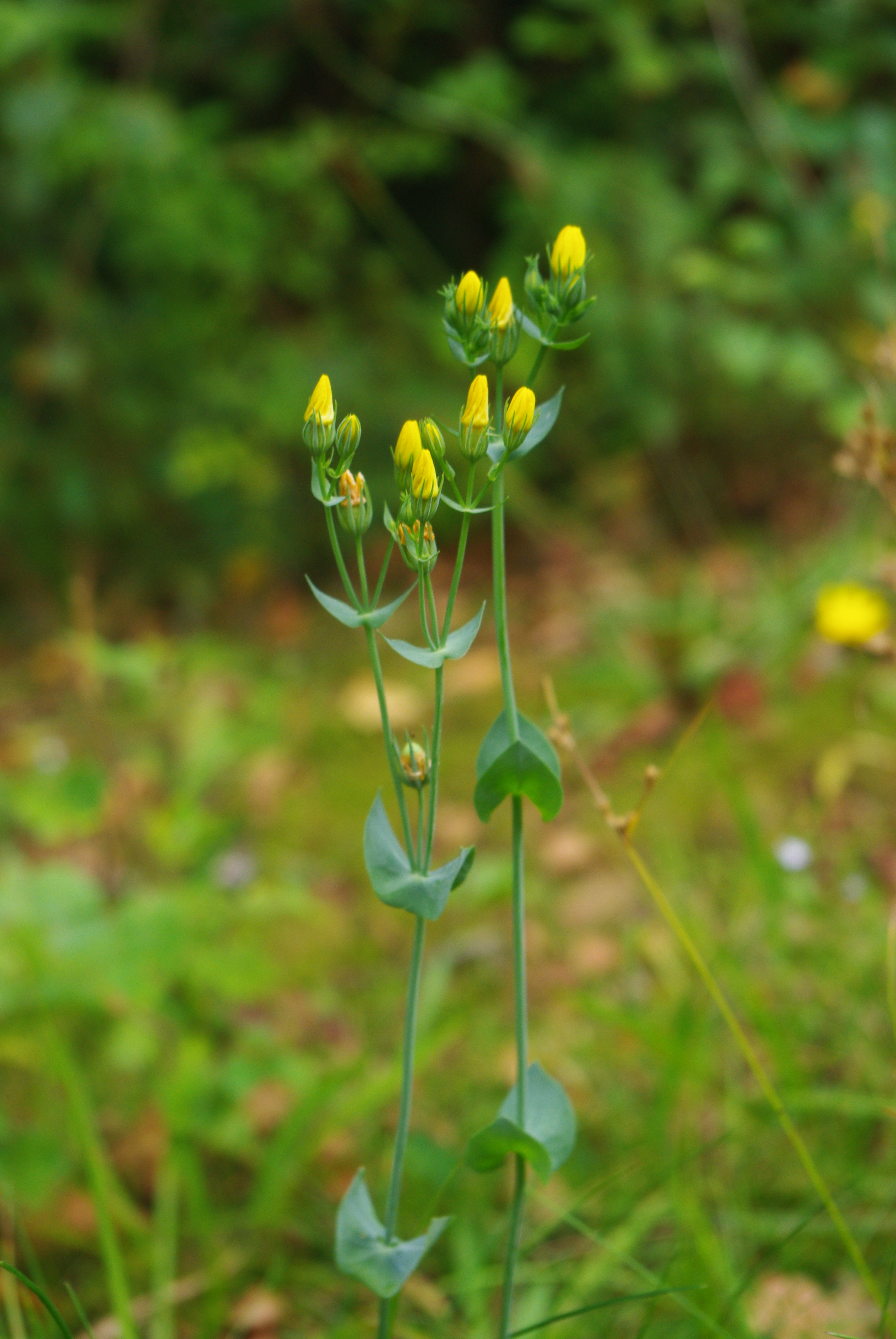
Zomerbitterling

In Nederland komen deze geslachten voor:
- Blackstonia (geslacht Bitterling)
- Cicendia (geslacht en soort Draadgentiaan)
- Centaurium (geslacht Duizendguldenkruid)
- Gentiana (geslacht Gentiaan)
- Gentianella (geslacht Baardgentiaan)
- Gentianopsis